# (4003) Шуман
(4003) Шуман (лат. Schumann) — астероид главного пояса, который принадлежит к тёмному спектральному классу C. Он был открыт 8 марта 1964 года немецким астрономом Ф. Бёрнгеном в обсерватории Таутенбурга и названный в честь немецкого композитора и музыкального критика Роберта Шумана.

Орбита астероида Шуман и его положение в Солнечной системе

Фотометрические наблюдения позволили получить кривые блеска этого тела, из которых следовало, что период вращения астероида вокруг своей оси составляет от 5,60 до 5,75 часа, с изменением блеска по мере вращения от 0,20 до 0,23 m.
По данным, полученных с инфракрасного телескопа WISE, а также японского спутника Akari, размеры астероида колеблются в пределах от 35 до 38,2 км, при этом его поверхность характеризуется очень низким альбедо от 0,04 до 0,07.